# Septimiu Câmpeanu
Septimiu Câmpeanu, connu en Allemagne sous le nom de Tim Kamp (né le 12 juillet 1957 à Cluj-Napoca), est un ancien footballeur roumain devenu entraîneur.

## Palmarès

### Universitatea Cluj
- Champion de Roumanie de Deuxième Division en 1979 et 1985

### Steaua Bucarest
- Vice-Champion de Roumanie en 1984
- Finaliste de la Coupe de Roumanie en 1984